# Striełka (rejon wadzki)
Striełka (ros. Стрелка) – wieś (sieło) w Rosji, w obwodzie niżnonowogrodzkim, w rejonie wadzkim. W 2010 liczyła 706 mieszkańców.